# 宴 (鉄道車両)
宴（うたげ）は、東日本旅客鉄道（JR東日本）が1994年（平成6年）から2019年（平成31年）まで保有していた鉄道車両（電車）で、ジョイフルトレインと呼ばれる車両の一種である。

## 概要
JR東日本東京地域本社（当時）では、「なごやか」・「江戸」の2編成の和式車両（お座敷客車）を保有しており、中・高年代層の団体輸送に使用されてきた。しかし需要に追いつかず、やむなく申し込みを断るケースも多々あったことから、新たな和式車両の投入を行なうことになり改造された車両である。
当初から和式車両への改造が行なわれた交流直流両用電車は、JR東日本では本車両が初めてである。少なくともJR東日本の電化区間であれば、信号方式がATC専用の区間でない限り走行可能で、機関車交換が不要で走行速度も高いために到達時分の短縮も図れることになったことから、以後485系改造の和式車両がいくつか登場することになる。

## 車両
いずれの車両も485系からの改造名義で車体を新造したもので、先頭車がクロ484形・クロ485形、中間車はモロ484形・モロ485形である。各車両の番号は「シルフィード」・「リゾートエクスプレスゆう」からの続番となっている。編成番号は、G4+G5編成。
6両全車両の構体は東急車輌製造で製作し、先頭車2両の組み立てはJR東日本大宮工場・大船工場で実施、中間車は3両を東急車輌製造が、1両を協力会社の司機工（つかさきこう）で実施した。
- 1号車：クロ484-3（旧クハ481-22）「いこい」 - 定員24人（改造・大船工場）
- 2号車：モロ484-5（旧モハ484-37）「ろばた」 - 定員24人（改造・東急車輌製造）
- 3号車：モロ485-3（旧モハ485-37）「はなやぎ」 - 定員28人（改造・東急車輌製造）
- 4号車：モロ484-4（旧モハ484-56）「にぎわい」 - 定員24人（改造・東急車輌製造）
- 5号車：モロ485-2（旧モハ485-56）「ほほえみ」 - 定員28人（改造・東急車輌製造）
- 6号車：クロ485-1（旧クハ481-25）「へいあん」 - 定員24人（改造・大宮工場）

全車両がグリーン車扱いである。
落成時から2015年（平成27年）3月13日までは小山電車区（現在：小山車両センター）に配置されていたが、翌3月14日に高崎車両センターへ転出となった。

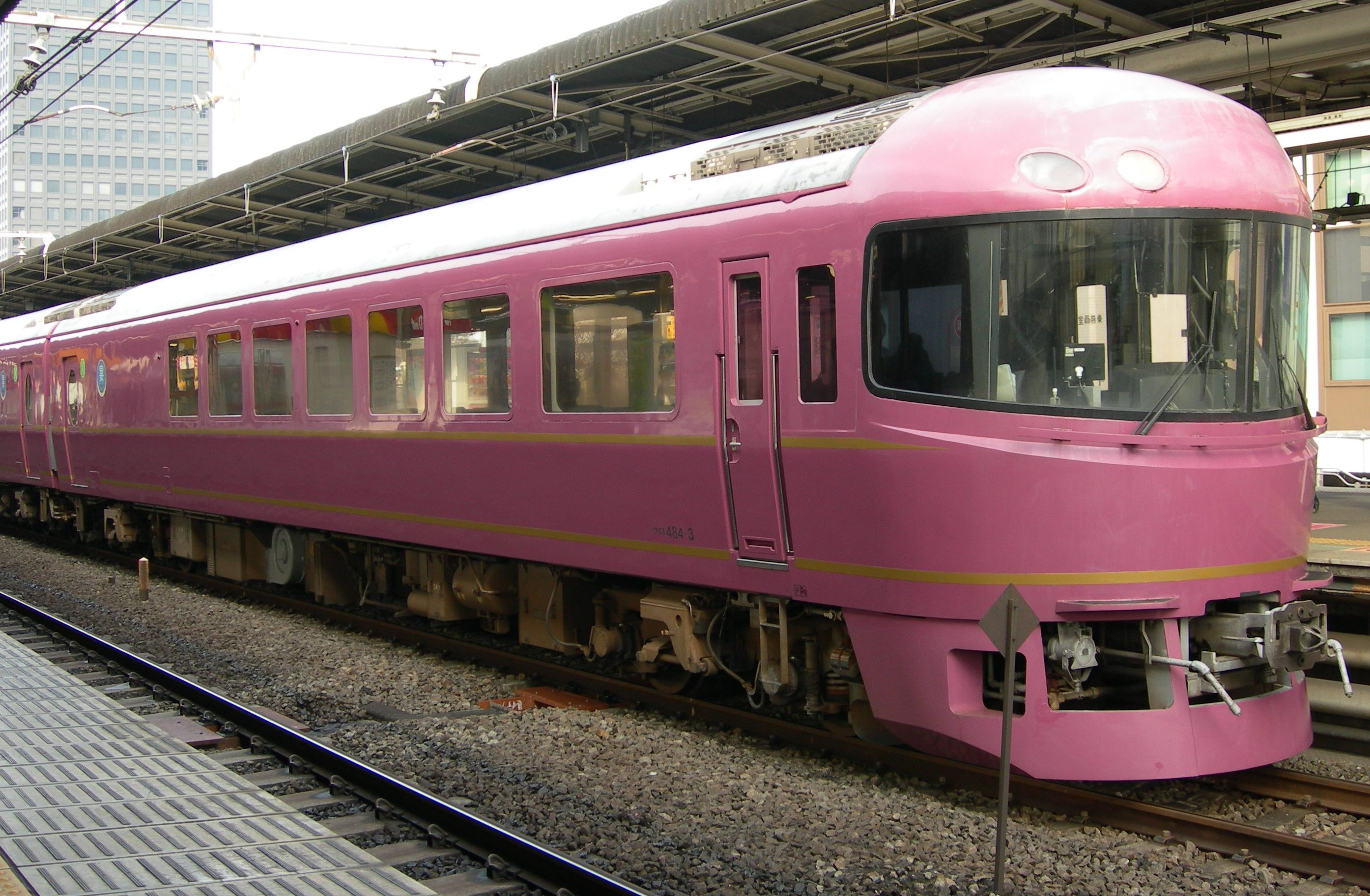
クロ484-3 （1号車）
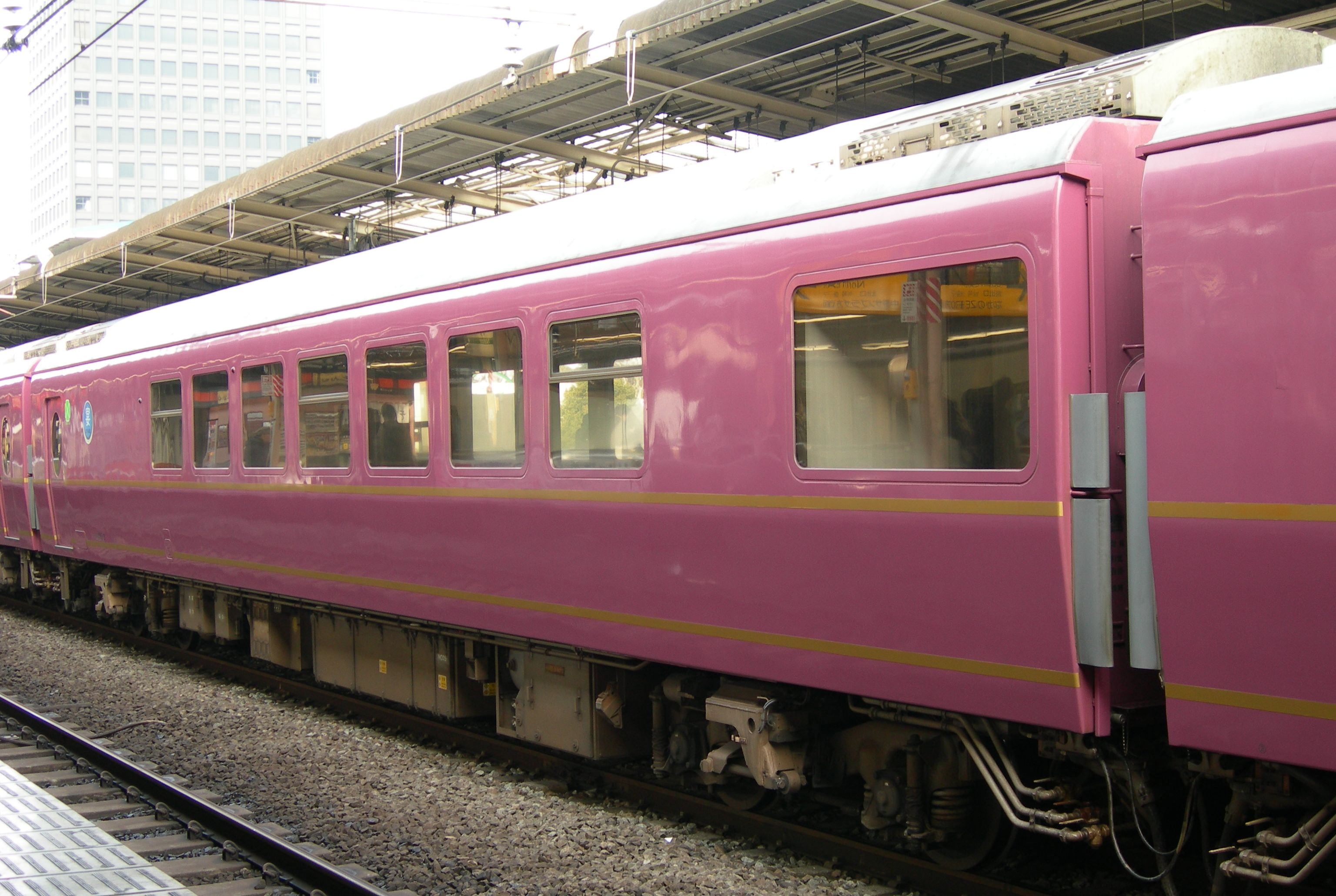
モロ485-3 （3号車）
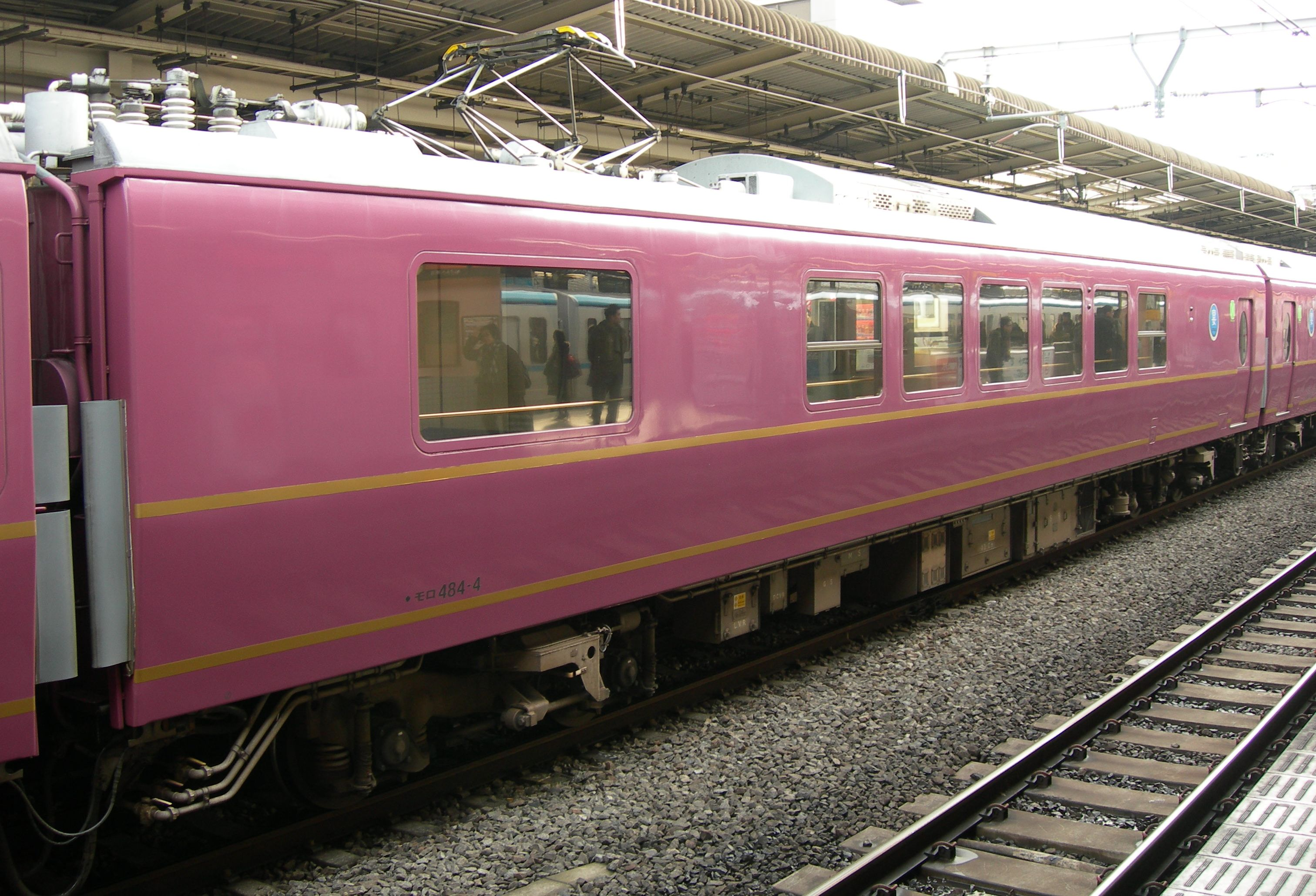
モロ484-4 （4号車）
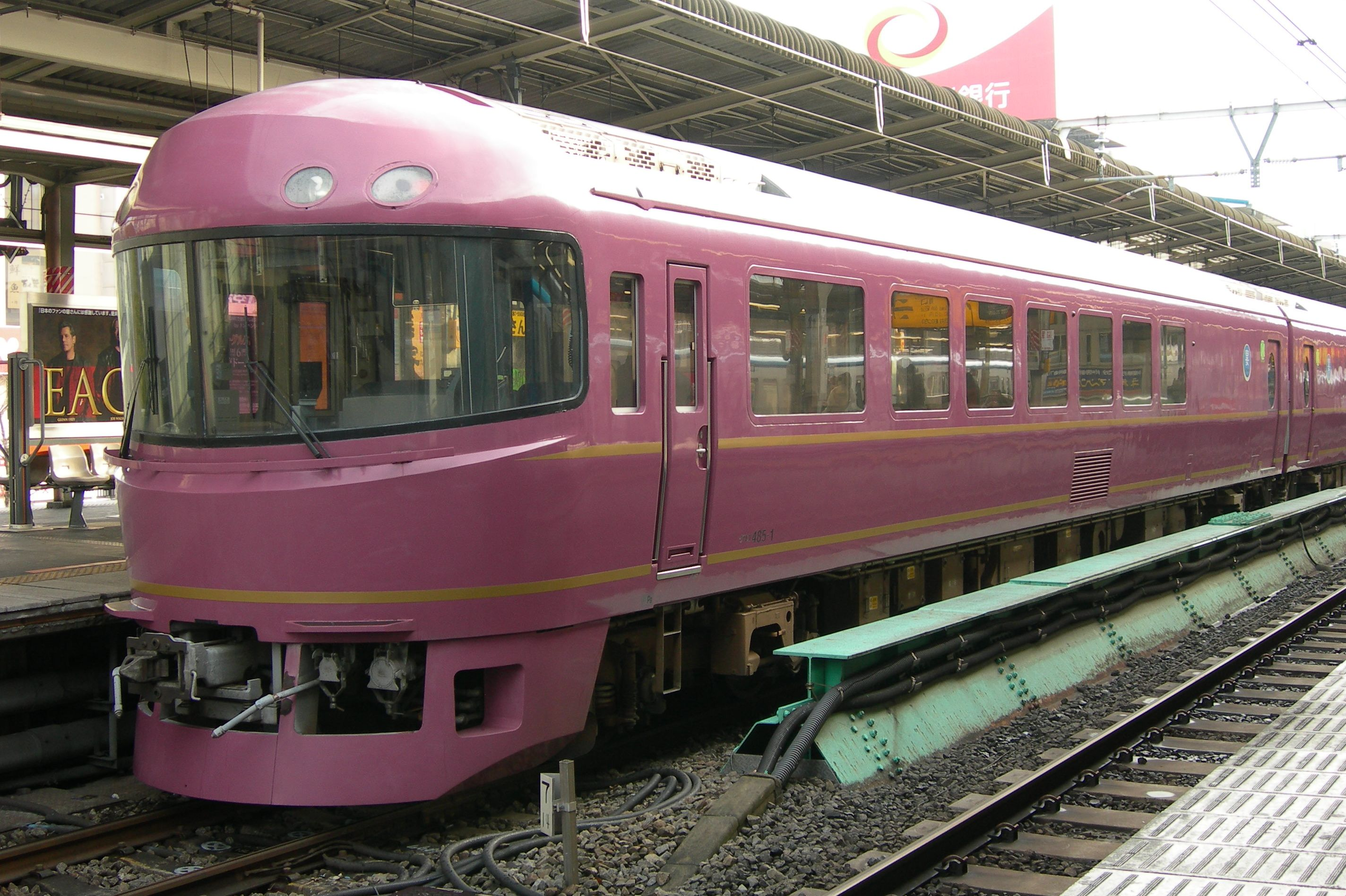
クロ485-1 （6号車）

### コンセプト
『車内で宴会を行う』という和式車両の利用目的を基本として、開発コンセプトを「宴」とした。本車両の愛称にも採用された。

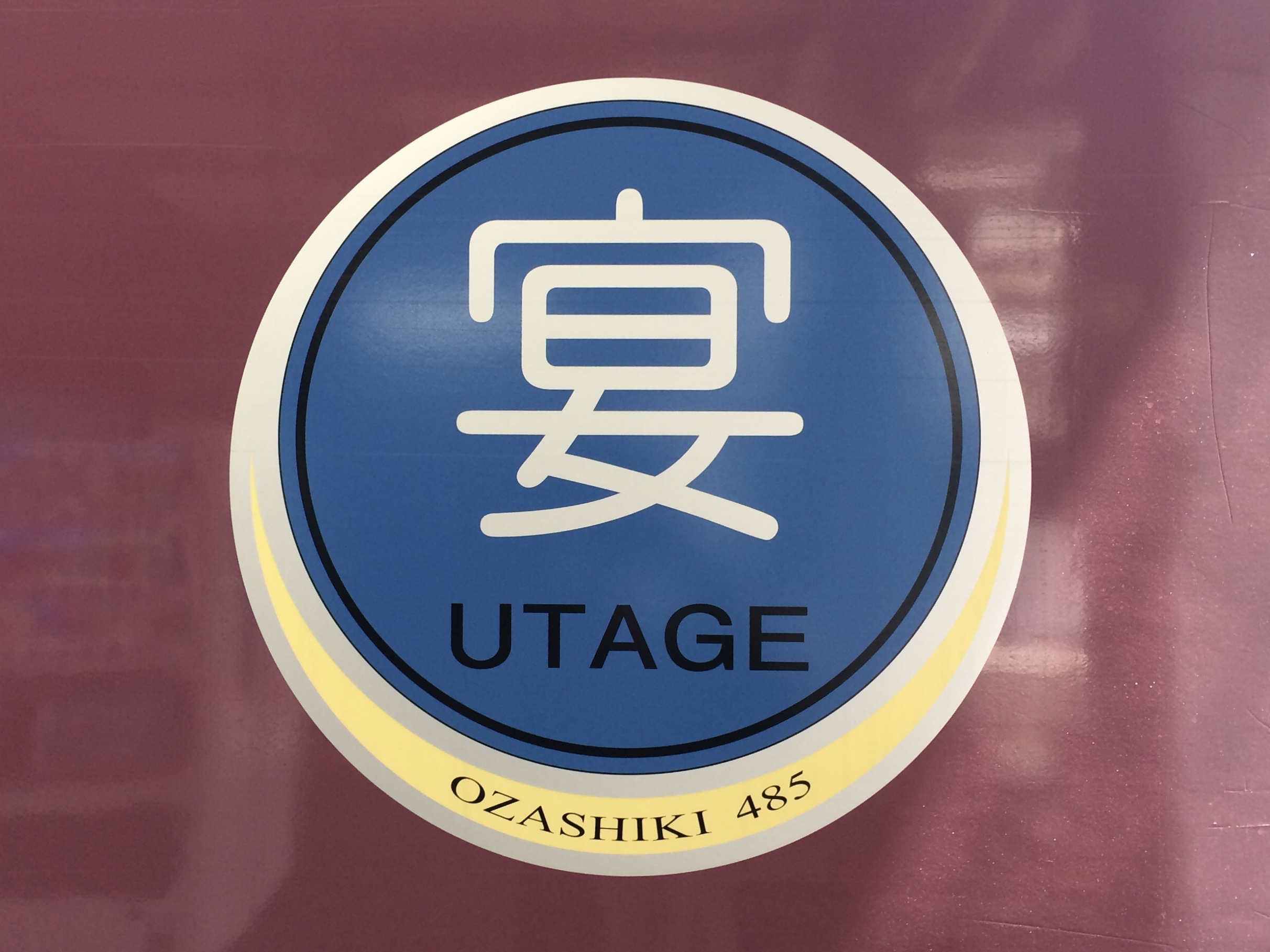
ロゴマーク

「宴」は「えん」とも読み、宴会の場で以下のようなイメージが膨らむようなデザインとした。
- 縁：ふれあいの楽しさ
- 円：なごやかな心
- 艶：はなやぎの気持ち

さらに、車体の外部色についても、日本の伝統的な色である「炎」（えん）をモチーフとした赤色（レッドビーン）とし、シンプルさの中に重厚さを表現すべく、金色の帯を窓下と車体裾部に入れた。

### 改造内容
車体形状は丸くて角のないやわらかさを強調したデザインとしているが、これは開発コンセプトの「円」（えん）にも通じるものである。前面ガラスは曲面ガラス2枚構成とし、20系を彷彿させるスタイルとした。正面窓は下部を内側にオフセットさせることで、電車としての躍動感をもたせることを狙った。
車体断面は215系とほぼ同じ車両限界としたが、PS26形パンタグラフと搭載部分を低屋根化することで、中央本線高尾以西の狭小トンネル区間への入線も可能である。また、信越本線横川 - 軽井沢間通過対策（横軽対策）についても施工されたが、EF63との連結は、運行経路の限定制約をなくすためクロ484形・クロ485形とも可能の両渡り構造を採用した。
床下機器や走行装置は種車の485系から流用するほか、冷房装置は車端部屋根上にAU714形集約分散式冷房装置を各車両とも2基ずつ搭載するが、モロ484形に限りパンタグラフより内側に設置する。

#### 客室
客室は木目調を生かしたベージュ色系統の色彩デザインとした。長時間の乗車でも快適に過ごせるように、モロ484形以外は掘り炬燵構造が採用されたが、目的に応じて床を全てフラットにすることが可能なように、昇降装置を内蔵した。モロ484形については一部が低屋根構造であることから掘り炬燵構造とはせず、床は他車よりやや下げた上で全てフラットな状態とした。
通路と座敷は分離されていないが、通路側には窓下に上蓋式の荷物入れを設けた。荷物入れの上蓋は腰掛けることが可能な構造とした。各車両にオートチェンジャー・ワイヤレスマイク・リモコン選曲式のカラオケ装置を設置した。側面窓のカーテンは和紙風デザインのロールタイプとした。
利用者は一度靴を脱いだら他の車両への移動も靴を脱いだままで可能とするように配慮され、このため畳の下にスライド式下足入れが設置されたほか、デッキには巻取り式の敷物が設置された。これは乗車完了後に乗務員・添乗員が引き出してセットすることになる。
1号車・3号車・6号車に洋式・男子小用の真空式トイレと洗面所を、5号車にはテレホンカード式自動車用公衆電話が1台設置された。
乗務員室の直後は1段高くしたフリースペースの展望室とし、3人がけのソファーを2脚向かい合わせに設置した。乗務員室との仕切りは、前面展望視界を確保するため大型ガラス構造とした。3号車・5号車には休憩室を設置し、宴会の場から少し離れて一息つくためのスペースとした。また、2号車・4号車にはミーティングルームを設けた。

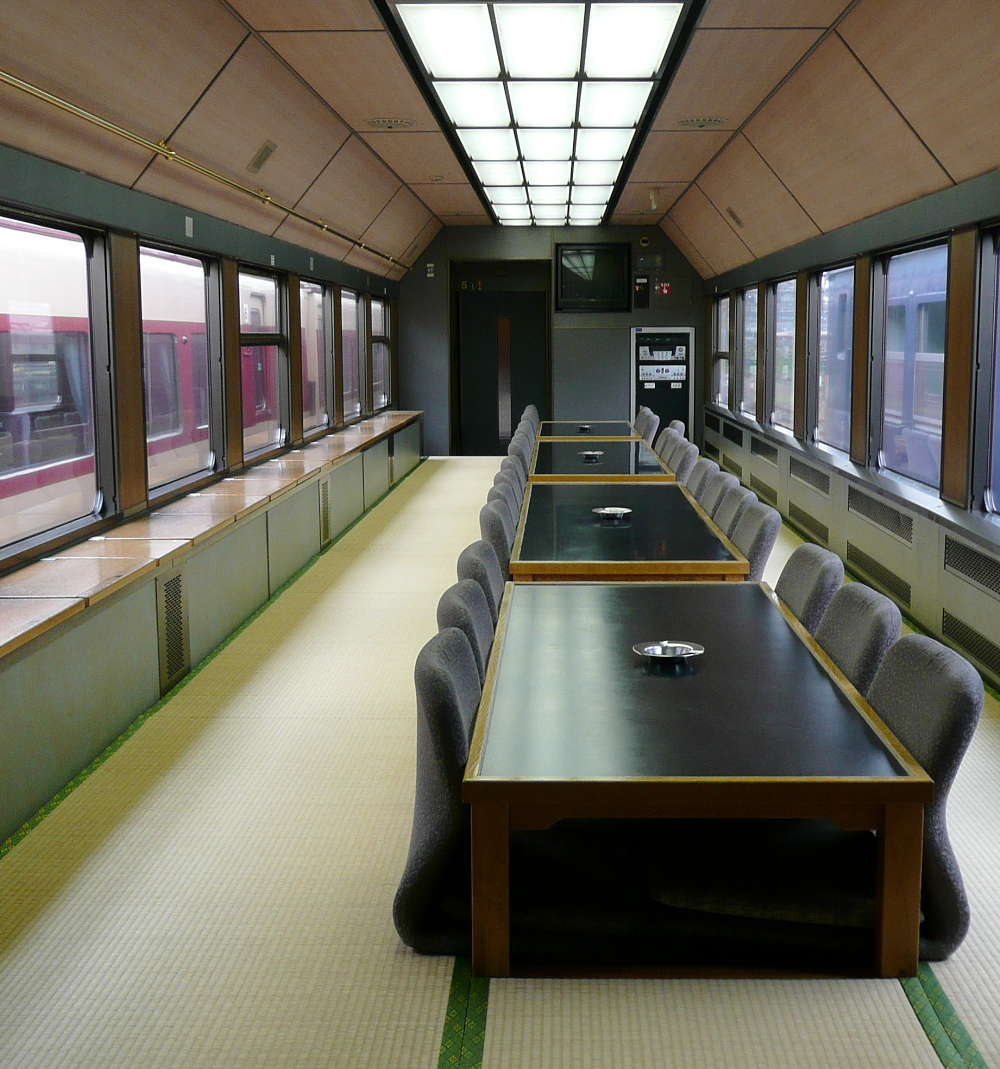
車内
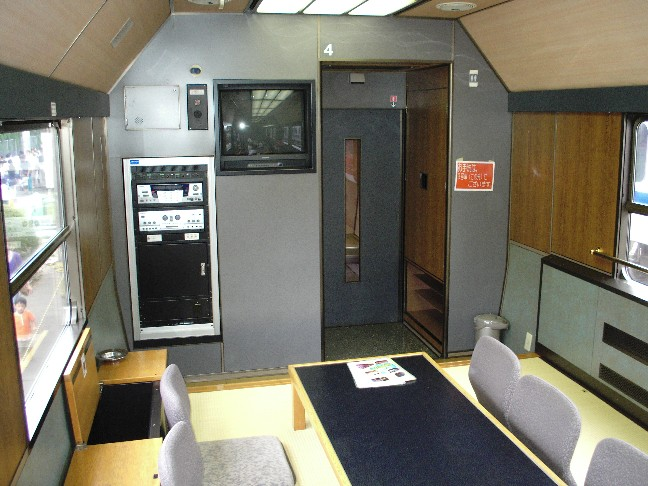
カラオケ装置

## 運用
1994年（平成6年）6月19日の「落成記念号」で営業運転を開始したが、この列車は東京始発で設定された。当時の東京駅は長野新幹線（北陸新幹線先行区間・高崎 - 長野間）開業に関連する工事が行なわれており、東海道線は2面3線での運用を強いられていたことから発着番線に余裕がなく、東海道線の上り列車1本を品川駅で運行打ち切りにすることで東京駅での発着番線を確保した。
以後、団体専用列車や各種臨時列車を中心に運用されていた。
本編成は製造から25年前後経過した車両の車体更新したものであり、落成からもおよそ25年間運用されているため、機器の一部は50年間使用されているものもあるなど、晩年は老朽化が顕著であった。
2019年（平成31年）2月23日の団体臨時列車を最後に営業運転を終了。4月21日の「鉄道わくわくフェスティバルin新前橋」で最後の車両展示を行い、4月25日から翌4月26日にかけて長野総合車両センターに回送。4月26日付で廃車となった。。廃車後は全車両が解体されたため現存しない。